# Paolo Rustichelli

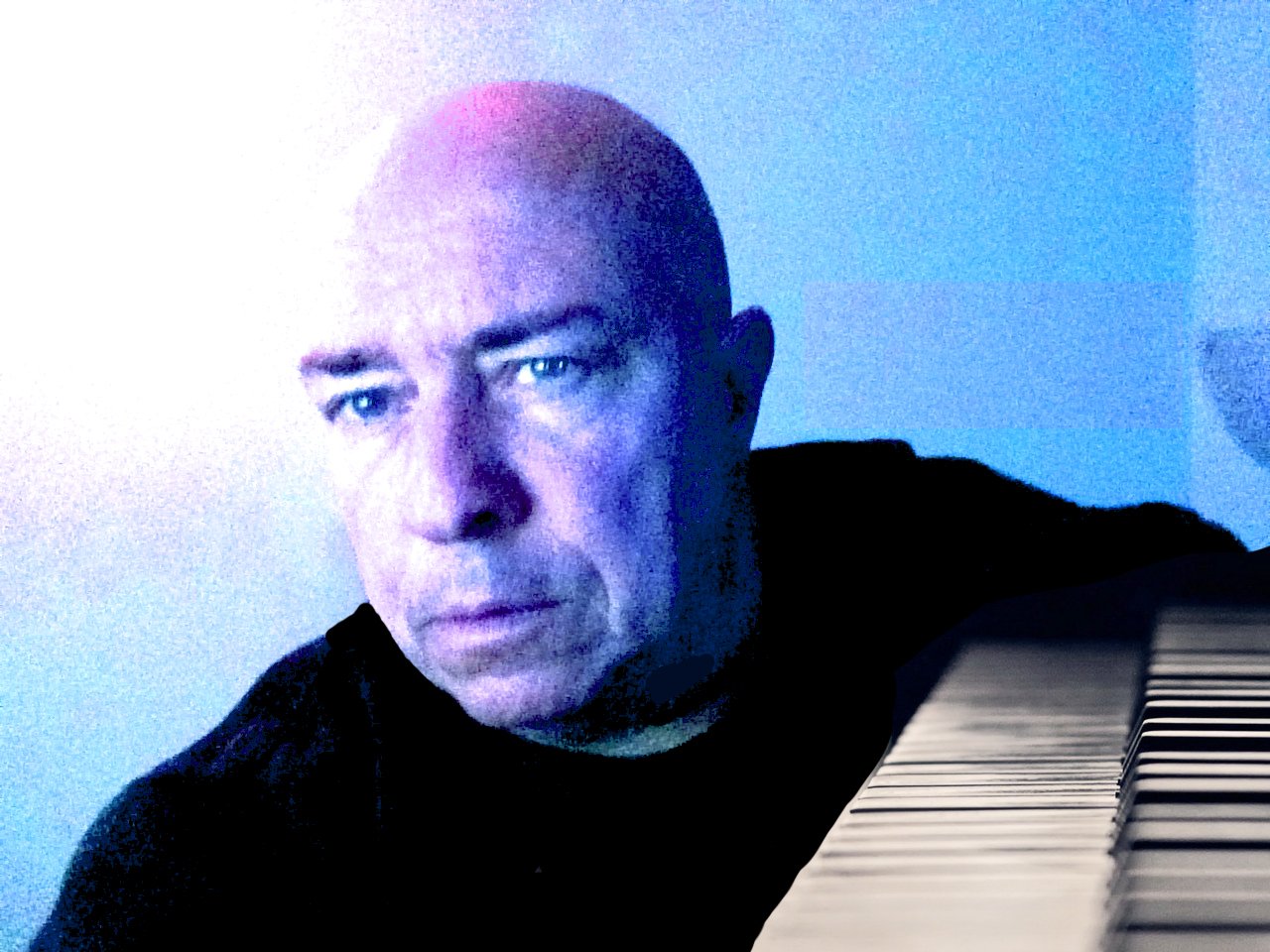
Paolo Rustichelli (2015)

Paolo Rustichelli (* 1953 in Rom) ist ein italienisch-amerikanischer Pianist, Komponist und Produzent. Seine Musik ist vielseitig, gehört aber in der Regel zu den Genres Smooth Jazz, Jazz Rock und Progressive Rock.

## Karriere
Rustichelli ist Sohn des Oscar-Kandidaten Carlo Rustichelli. Er war Pionier beim Einsatz der monophonen Synthesizer wie ARP 2600 und Minimoog, Hammond Novachord, Hammond C3-Orgel und Mellotron. Er komponierte und produzierte verschiedene Film-Soundtracks und ein Progressive-Rock-Album, Opera Prima (RCA 1973). Zu den vielen Partituren, die komplett mit Synthesizer erstellt wurden, gehören Top Box Office europäische Filme wie Amici Miei atto III (1985), La croce dalle sette pietre (1987) und Testa o Croce (1982).
Sein Jazz-Rock-Album Mystic Man (1996) enthielt Beiträge von Miles Davis, Carlos Santana, Herbie Hancock, Wayne Shorter, Andy Summers und Jill Jones. Der Song Paisa erreichte die Top Ten der Radio & Records Smooth Jazz/NAC Charts.
Der Song Full Moon von Mystic Jazz wurde für Carlos Santana komponiert. Der Tenor Plácido Domingo sang Paolo Rustichellis Kyrie auf seinem Album Sacred Songs (2002). Der Song My Geisha aus dem Album Neopagan erreichte die Top Ten der Radio- und Records Smooth Jazz/NAC-Charts von 2006 und 2007.
Med Groove vom Album Soul Italiano erreichte Platz 1 in der Smoazz.com-Charts und war im Januar und Februar 2014 für mehrere Wochen ein Amazon.com Smooth Jazz Bestseller auf Platz 1. Rustichellis Single Hypnofunk (2019) ist eine musikalische Feier der psychedelischen Ära mit einem Hip-Hop-Rhythmus.

## Filmografie (Auswahl)
- 1987: La croce dalle sette pietre
- 1988: The Red Monks (I frati rossi)